# Мерлени, Ирина Алексеевна
Ири́на Алексее́вна Мерле́ни (укр. Ірина Олексіївна Мерлені; урожденная Мельник; род. 8 февраля 1982, Каменец-Подольский, УССР) — украинская спортсменка, выступавшая в вольной борьбе; олимпийская чемпионка 2004 года, трёхкратная чемпионка мира и двукратная чемпионка Европы, заслуженный мастер спорта Украины. Весовая категория — до 48 кг.

## Спортивная карьера
Начала заниматься спортом с четырёх лет, под присмотром отца поднимая гантели, качала пресс, выполняла упражнения на растяжку, занималась с грушей, отец закалял её купанием в холодной воде.
В 1997 начала заниматься вольной борьбой, но походила на секцию лишь две недели. Отец, Алексей Владимирович, увидев, что у дочери есть сила и неплохие задатки, начал с ней заниматься индивидуально, и через год Ирина Мельник получила свою первую медаль. В 1999 окончила хмельницкую школу N28. Училась во Львовском училище физической культуры. В 2004 поступила на факультет физической культуры Каменец-Подольского пединститута. Тренировалась также у Н. П. Тарадая и Л. К. Барсукова.
Заключила фиктивный брак с греком Мерлени, переехала в Грецию и выступала за сборную этой страны под фамилией Мерлени. 
18 февраля 2006 года вышла замуж второй раз. Муж — мастер спорта по вольной борьбе Андрей Микульчин. Сын Артур (2006 года рождения, декабрь). Младший сын Адам. После бракосочетания Ирина перешла на фамилию мужа — Микульчин, но во время соревнований по-прежнему использует фамилию Мерлени, поскольку именно с ней достигла наибольших побед на мировой борцовской арене, и она более известна.

## После завершения карьеры
В августе 2014 года Мерлени и олимпийский чемпион 1976 года по гребле на байдарках Сергей Нагорный выставили на аукцион некоторые свои награды, чтобы поддержать бойцов, раненых во время антитеррористической операции на востоке Украины.
В 2014—2015 годах работала в управлении молодёжи и спорта Хмельницкой ОГА.
После начала вторжения России на Украину в 2022 году выехала в шведский город Хапаранда, где работала в магазине Systembolaget, а также тренировала детей в местной секции борьбы.

## Достижения
- Олимпийская чемпионка (Афины, 2004), бронзовая призёрка Олимпиады (Пекин, 2008); чемпион мира (2000, 2001, 2003), чемпион Европы (2004, 2005).
- 21 сентября 2013 года вошла в Зал Славы Международной федерации объединенных стилей борьбы (FILA)[9].

## Награды
- Орден «За заслуги» III степени (18 сентября 2004 года) — за достижение значительных спортивных результатов на XXVIII летних Олимпийских играх в Афинах, повышение международного авторитета Украины[10]
- Орден княгини Ольги III степени (4 сентября 2008 года) — за достижение высоких спортивных результатов на XXIX летних Олимпийских играх в Пекине (Китайская Народная Республика), проявленные мужество, самоотверженность и волю к победе, подъём международного авторитета Украины[11]